# 廩辛
廩辛（りんしん）は中国の歴史書である『史記』に、殷朝の第25代王として見える人物。

## 概要
甲骨文字分類の基礎を築いた中華民国の甲骨学者董作賓は、甲骨文の時代区分のうち第3期が廩辛と康丁の時代に相当するとした。
しかし日本の研究者である島邦男は、同時代史料である甲骨文においては廩辛を祀った記録が確認できないことから、廩辛は殷の摂政、実在の殷王ではないとし、第3期の甲骨文は康丁の時代のものであるとした。
なお同じ日本の研究者である落合淳思は、前述の島邦男の説を受けた上で、第3期の甲骨文は康丁と武乙の時代に相当するとしている。